# Francja w Konkursie Piosenki Eurowizji
Francja uczestniczy w Konkursie Piosenki Eurowizji od samego początku, czyli od 1956 roku. Od czasu debiutu konkursem w kraju zajmował się francuski nadawca publiczny RTF, który w 1964 roku został zastąpiony kanałem ORTF. Od 1975 do 1982 roku za francuskie przygotowania do imprezy odpowiedzialna była telewizja TF1, od 1983 do 1992 – Antenne 2. W latach 1993–1998 za konkurs w kraju odpowiadał kanał France 2 nadawcy France Télévisions, a w 1999–2014 za konkurs w kraju odpowiadał kanał France 3. Obecnie znów zajmuje się tym France 2.
Francja pięciokrotnie wygrała finał konkursu: w 1958 (André Claveau z piosenką „Dors, mon amour”), 1960 (Jacqueline Boyer z piosenką „Tom Pillibi”), 1962 (Isabelle Aubret z utworem „Un premier amour”), 1969 (Frida Boccara z „Un jour, un enfant”) i 1977 (Marie Myriam z „L’oiseau et l’enfant”).
Francja dwukrotnie nie wzięła udziału w finale konkursu. W 1974 roku reprezentantem kraju miała zostać Dana z utworem „La vie a vingt-cinq ans”, jednak nadawca zrezygnował z udziału z powodu śmierci prezydenta Francji Georges’a Pompidou cztery dni przed rozegraniem koncertu finałowego. W 1982 roku kraj nie wystartował w konkursie z powodu decyzji nowego nadawcy, który uznał występ podczas imprezy za nieciekawy dla telewidzów.
Od czasu zmiany regulaminu podczas 44. Konkursu Piosenki Eurowizji w 1999 roku, Francja jest jednym z krajów tzw. Wielkiej Czwórki (obok Hiszpanii, Niemiec i Wielkiej Brytanii), które mają zapewnione miejsce w finale ze względu na płacenie największych składek na organizację imprezy. Od 2011 roku, czyli od czasu powrotu Włoch do stawki konkursowej, Wielka Czwórka została przemianowana na tzw. Wielką Piątkę.

## Uczestnictwo
Francja uczestniczy w Konkursie Piosenki Eurowizji od 1956. Poniższa tabela uwzględnia wszystkich francuskich reprezentantów, tytuły konkursowych piosenek oraz wyniki w poszczególnych latach.
| Rok  | Wykonawca                           | Piosenka                                 | Język                            | Finał              | Finał              | Półfinał                    | Półfinał                    |
| Rok  | Wykonawca                           | Piosenka                                 | Język                            | Miejsce            | Punkty             | Miejsce                     | Punkty                      |
| ---- | ----------------------------------- | ---------------------------------------- | -------------------------------- | ------------------ | ------------------ | --------------------------- | --------------------------- |
| 1956 | Mathé Altéry                        | „Le temps perdu”                         | francuski                        | 2                  | N/K                | Brak rundy półfinałowej     | Brak rundy półfinałowej     |
| 1956 | Dany Dauberson                      | „Il est là”                              | francuski                        | 2                  | N/K                | Brak rundy półfinałowej     | Brak rundy półfinałowej     |
| 1957 | Paul Desjardins                     | „La belle amour”                         | francuski                        | 2                  | 17                 | Brak rundy półfinałowej     | Brak rundy półfinałowej     |
| 1958 | André Claveau                       | „Dors, mon amour”                        | francuski                        | 1                  | 27                 | Brak rundy półfinałowej     | Brak rundy półfinałowej     |
| 1959 | Jacques Philippe                    | „Oui, oui, oui, oui”                     | francuski                        | 3                  | 15                 | Brak rundy półfinałowej     | Brak rundy półfinałowej     |
| 1960 | Jacqueline Boyer                    | „Tom Pillibi”                            | francuski                        | 1                  | 32                 | Brak rundy półfinałowej     | Brak rundy półfinałowej     |
| 1961 | Jean-Paul Mauric                    | „Printemps, avril carillonne”            | francuski                        | 4                  | 13                 | Brak rundy półfinałowej     | Brak rundy półfinałowej     |
| 1962 | Isabelle Aubret                     | „Un premier amour”                       | francuski                        | 1                  | 26                 | Brak rundy półfinałowej     | Brak rundy półfinałowej     |
| 1963 | Alain Barriere                      | „Elle était si Jolie”                    | francuski                        | 5                  | 25                 | Brak rundy półfinałowej     | Brak rundy półfinałowej     |
| 1964 | Rachel                              | „Le chant de Mallory”                    | francuski                        | 4                  | 14                 | Brak rundy półfinałowej     | Brak rundy półfinałowej     |
| 1965 | Guy Mardel                          | „N’avoue jamais”                         | francuski                        | 3                  | 22                 | Brak rundy półfinałowej     | Brak rundy półfinałowej     |
| 1966 | Dominique Walter                    | „Chez nous”                              | francuski                        | 16                 | 1                  | Brak rundy półfinałowej     | Brak rundy półfinałowej     |
| 1967 | Noëlle Cordier                      | „Il doit faire beau la-bas”              | francuski                        | 3                  | 20                 | Brak rundy półfinałowej     | Brak rundy półfinałowej     |
| 1968 | Isabelle Aubret                     | „La source”                              | francuski                        | 3                  | 20                 | Brak rundy półfinałowej     | Brak rundy półfinałowej     |
| 1969 | Frida Boccara                       | „Un jour, un enfant”                     | francuski                        | 1                  | 18                 | Brak rundy półfinałowej     | Brak rundy półfinałowej     |
| 1970 | Guy Bonnet                          | „Marie-Blanche”                          | francuski                        | 4                  | 8                  | Brak rundy półfinałowej     | Brak rundy półfinałowej     |
| 1971 | Serge Lama                          | „Un jardin sur la terre”                 | francuski                        | 10                 | 82                 | Brak rundy półfinałowej     | Brak rundy półfinałowej     |
| 1972 | Betty Mars                          | „Comé comédie”                           | francuski                        | 10                 | 81                 | Brak rundy półfinałowej     | Brak rundy półfinałowej     |
| 1973 | Martine Clémenceau                  | „Sans toi”                               | francuski                        | 15                 | 65                 | Brak rundy półfinałowej     | Brak rundy półfinałowej     |
| 1974 | Dani                                | „La vie à vingt-cinq ans”                | francuski                        | Rezygnacja         | Rezygnacja         | Brak rundy półfinałowej     | Brak rundy półfinałowej     |
| 1975 | Nicole Rieu                         | „Et bonjour a toi l’artiste”             | francuski                        | 4                  | 91                 | Brak rundy półfinałowej     | Brak rundy półfinałowej     |
| 1976 | Catherine Ferry                     | „Un, deux, trois”                        | francuski                        | 2                  | 147                | Brak rundy półfinałowej     | Brak rundy półfinałowej     |
| 1977 | Marie Myriam                        | „L’oiseau et l’enfant”                   | francuski                        | 1                  | 136                | Brak rundy półfinałowej     | Brak rundy półfinałowej     |
| 1978 | Joël Prévost                        | „Il y aura toujours des violons”         | francuski                        | 3                  | 119                | Brak rundy półfinałowej     | Brak rundy półfinałowej     |
| 1979 | Anne-Marie David                    | „Je suis l’enfant-soleil”                | francuski                        | 3                  | 106                | Brak rundy półfinałowej     | Brak rundy półfinałowej     |
| 1980 | Profil                              | „Hé hé m'sieurs dames”                   | francuski                        | 11                 | 45                 | Brak rundy półfinałowej     | Brak rundy półfinałowej     |
| 1981 | Jean Gabilou                        | „Humanahum”                              | francuski                        | 3                  | 125                | Brak rundy półfinałowej     | Brak rundy półfinałowej     |
| 1982 | Brak reprezentanta                  | Brak reprezentanta                       | Brak reprezentanta               | Brak reprezentanta | Brak reprezentanta | Brak rundy półfinałowej     | Brak rundy półfinałowej     |
| 1983 | Guy Bonnet                          | „Vivre”                                  | francuski                        | 8                  | 56                 | Brak rundy półfinałowej     | Brak rundy półfinałowej     |
| 1984 | Annick Thoumazeau                   | „Autant d’amoureux que d’étoiles”        | francuski                        | 8                  | 61                 | Brak rundy półfinałowej     | Brak rundy półfinałowej     |
| 1985 | Roger Bens                          | „Femme dans ses reves aussi”             | francuski                        | 10                 | 56                 | Brak rundy półfinałowej     | Brak rundy półfinałowej     |
| 1986 | Cocktail Chic                       | „Européenne”                             | francuski                        | 17                 | 13                 | Brak rundy półfinałowej     | Brak rundy półfinałowej     |
| 1987 | Christine Minier                    | „Les mots d’amour n’ont pas de dimanche” | francuski                        | 14                 | 44                 | Brak rundy półfinałowej     | Brak rundy półfinałowej     |
| 1988 | Gérard Lenorman                     | „Chanteur de charme”                     | francuski                        | 10                 | 64                 | Brak rundy półfinałowej     | Brak rundy półfinałowej     |
| 1989 | Nathalie Pâque                      | „J’ai volé la vie”                       | francuski                        | 8                  | 60                 | Brak rundy półfinałowej     | Brak rundy półfinałowej     |
| 1990 | Joëlle Ursull                       | „White and Black Blues”                  | francuski                        | 2                  | 132                | Brak rundy półfinałowej     | Brak rundy półfinałowej     |
| 1991 | Amina                               | „C’est le dernier qui a parlé a raison”  | francuski                        | 2                  | 146                | Brak rundy półfinałowej     | Brak rundy półfinałowej     |
| 1992 | Kali                                | „Monté la rivie”                         | francuski, antylski              | 8                  | 73                 | Brak rundy półfinałowej     | Brak rundy półfinałowej     |
| 1993 | Patrick Fiori                       | „Mama Corsica”                           | francuski, korsykański           | 4                  | 121                | Kvalifikacija za Millstreet | Kvalifikacija za Millstreet |
| 1994 | Nina Morato                         | „Je suis un vrai garçon”                 | francuski                        | 7                  | 71                 | Brak rundy półfinałowej     | Brak rundy półfinałowej     |
| 1995 | Nathalia Santamaria                 | „Il me donne rendez-vous”                | francuski                        | 4                  | 94                 | Brak rundy półfinałowej     | Brak rundy półfinałowej     |
| 1996 | Dan Ar Braz i l’Héritage des Celtes | „Diwanit Bugale”                         | bretoński                        | 19                 | 18                 | 11                          | 55                          |
| 1997 | Fanny Biascamano                    | „Sentiments songes”                      | francuski                        | 7                  | 95                 | Brak rundy półfinałowej     | Brak rundy półfinałowej     |
| 1998 | Marie Line                          | „Où aller”                               | francuski                        | 24                 | 3                  | Brak rundy półfinałowej     | Brak rundy półfinałowej     |
| 1999 | Nayah                               | „Je veux donner ma voix”                 | francuski                        | 19                 | 14                 | Brak rundy półfinałowej     | Brak rundy półfinałowej     |
| 2000 | Sofia Mestari                       | „On aura le ciel”                        | francuski                        | 23                 | 5                  | Brak rundy półfinałowej     | Brak rundy półfinałowej     |
| 2001 | Natasha Saint-Pier                  | „Je n’ai que mon âme”                    | francuski, angielski             | 4                  | 142                | Brak rundy półfinałowej     | Brak rundy półfinałowej     |
| 2002 | Sandrine François                   | „Il faut du temps”                       | francuski                        | 5                  | 104                | Brak rundy półfinałowej     | Brak rundy półfinałowej     |
| 2003 | Louisa Baileche                     | „Monts et merveilles”                    | francuski                        | 18                 | 19                 | Brak rundy półfinałowej     | Brak rundy półfinałowej     |
| 2004 | Jonatan Cerrada                     | „A chaque pas”                           | francuski                        | 15                 | 40                 | Wielka Czwórka              | Wielka Czwórka              |
| 2005 | Ortal                               | „Chacun pense a soi”                     | francuski                        | 23                 | 11                 | Wielka Czwórka              | Wielka Czwórka              |
| 2006 | Virginie Pouchain                   | „Il était temps”                         | francuski                        | 22                 | 5                  | Wielka Czwórka              | Wielka Czwórka              |
| 2007 | Les Fatals Picards                  | „L’amour a la française”                 | francuski, angielski             | 22                 | 19                 | Wielka Czwórka              | Wielka Czwórka              |
| 2008 | Sébastien Tellier                   | „Divine”                                 | francuski, angielski             | 19                 | 47                 | Wielka Czwórka              | Wielka Czwórka              |
| 2009 | Patricia Kaas                       | „Et s’il fallait le faire”               | francuski                        | 8                  | 107                | Wielka Czwórka              | Wielka Czwórka              |
| 2010 | Jessy Matador                       | „Allez! Ola! Olé!”                       | francuski                        | 12                 | 82                 | Wielka Czwórka              | Wielka Czwórka              |
| 2011 | Amaury Vassili                      | „Sognu”                                  | korsykański                      | 15                 | 82                 | Wielka Piątka               | Wielka Piątka               |
| 2012 | Anggun                              | „Echo (You and I)”                       | angielski, francuski             | 22                 | 21                 | Wielka Piątka               | Wielka Piątka               |
| 2013 | Amandine Bourgeois                  | „L’enfer et moi”                         | francuski                        | 23                 | 14                 | Wielka Piątka               | Wielka Piątka               |
| 2014 | Twin Twin                           | „Moustache”                              | francuski, angielski, hiszpański | 26                 | 2                  | Wielka Piątka               | Wielka Piątka               |
| 2015 | Lisa Angell                         | „N’oubliez pas”                          | francuski                        | 25                 | 4                  | Wielka Piątka               | Wielka Piątka               |
| 2016 | Amir                                | „J’ai cherché”                           | francuski, angielski             | 6                  | 257                | Wielka Piątka               | Wielka Piątka               |
| 2017 | Alma                                | „Requiem”                                | francuski, angielski             | 12                 | 135                | Wielka Piątka               | Wielka Piątka               |
| 2018 | Madame Monsieur                     | „Mercy”                                  | francuski                        | 13                 | 173                | Wielka Piątka               | Wielka Piątka               |
| 2019 | Bilal Hassani                       | „Roi”                                    | francuski, angielski             | 16                 | 105                | Wielka Piątka               | Wielka Piątka               |
| 2020 | Tom Leeb                            | „Mon alliée (The Best in Me)”            | francuski, angielski             | Konkurs odwołany   | Konkurs odwołany   | Wielka Piątka               | Wielka Piątka               |
| 2021 | Barbara Pravi                       | „Voilà”                                  | francuski                        | 2                  | 499                | Wielka Piątka               | Wielka Piątka               |
| 2022 | Alvan i Ahez                        | „Fulenn”                                 | bretoński                        | 24                 | 17                 | Wielka Piątka               | Wielka Piątka               |
| 2023 | La Zarra                            | „Évidemment”                             | francuski                        | 16                 | 104                | Wielka Piątka               | Wielka Piątka               |
| 2024 | Slimane                             | „Mon amour”                              | francuski                        | 4                  | 445                | Wielka Piątka               | Wielka Piątka               |
| 2025 | Louane                              | „Maman”                                  | francuski                        | 7                  | 230                | Wielka Piątka               | Wielka Piątka               |
| 2026 |                                     |                                          |                                  |                    |                    | Wielka Piątka               | Wielka Piątka               |

Legenda:
     1. miejsce

## Historia głosowania w finale (1956–2025)
Poniższe tabele pokazują, którym krajom Francja przyznaje w finale najwięcej punktów oraz od których państw francuscy reprezentanci otrzymują najwyższe noty.
| Lp. | Kraj            | Punkty |
| --- | --------------- | ------ |
| 1   | Izrael          | 271    |
| 2   | Portugalia      | 243    |
| 3   | Włochy          | 219    |
| 4   | Wielka Brytania | 209    |
| 5   | Hiszpania       | 201    |

| Lp. | Kraj       | Punkty |
| --- | ---------- | ------ |
| 1   | Belgia     | 231    |
| 2   | Szwajcaria | 228    |
| 3   | Niemcy     | 207    |
| 4   | Holandia   | 206    |
| 5   | Norwegia   | 202    |

## Konkursy Piosenki Eurowizji we Francji
Francja była gospodarzem konkursu trzy razy: w 1959, 1961 i 1978. W 1963 telewizja RTF zrezygnowała z organizacji konkursu z powodu braku funduszy, a konkurs odbył się w Wielkiej Brytanii. W 1969 Francja była jednym z czterech zwycięzców, ale 15. Konkurs Piosenki Eurowizji odbył się w Holandii.
| Rok  | Miasto | Miejsce                             | Prowadzący                |
| ---- | ------ | ----------------------------------- | ------------------------- |
| 1959 | Cannes | Palais des Festivals et des Congrès | Jacqueline Joubert        |
| 1961 | Cannes | Palais des Festivals et des Congrès | Jacqueline Joubert        |
| 1978 | Paryż  | Palais des Congrès                  | Denise Fabre Léon Zitrone |

## Galeria występów

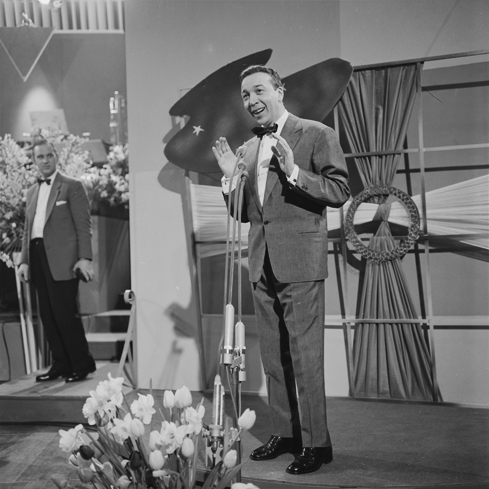
André Claveau podczas występu na 3. Konkursie Piosenki Eurowizji w 1958 roku
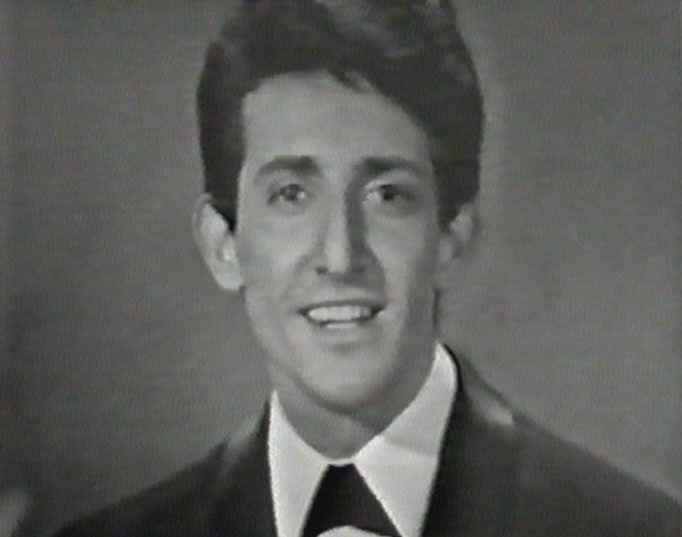
Guy Mardel w trakcie prezentacji „N’avoue jamais” podczas 10. Konkursu Piosenki Eurowizji w 1965 roku
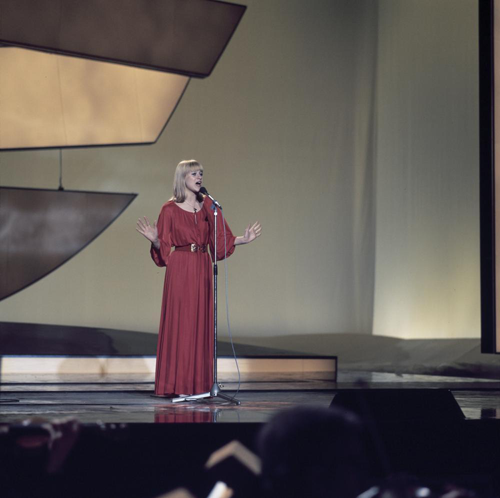
Catherine Ferry podczas występu na próbie do finału 21. Konkursu Piosenki Eurowizji w 1976 roku
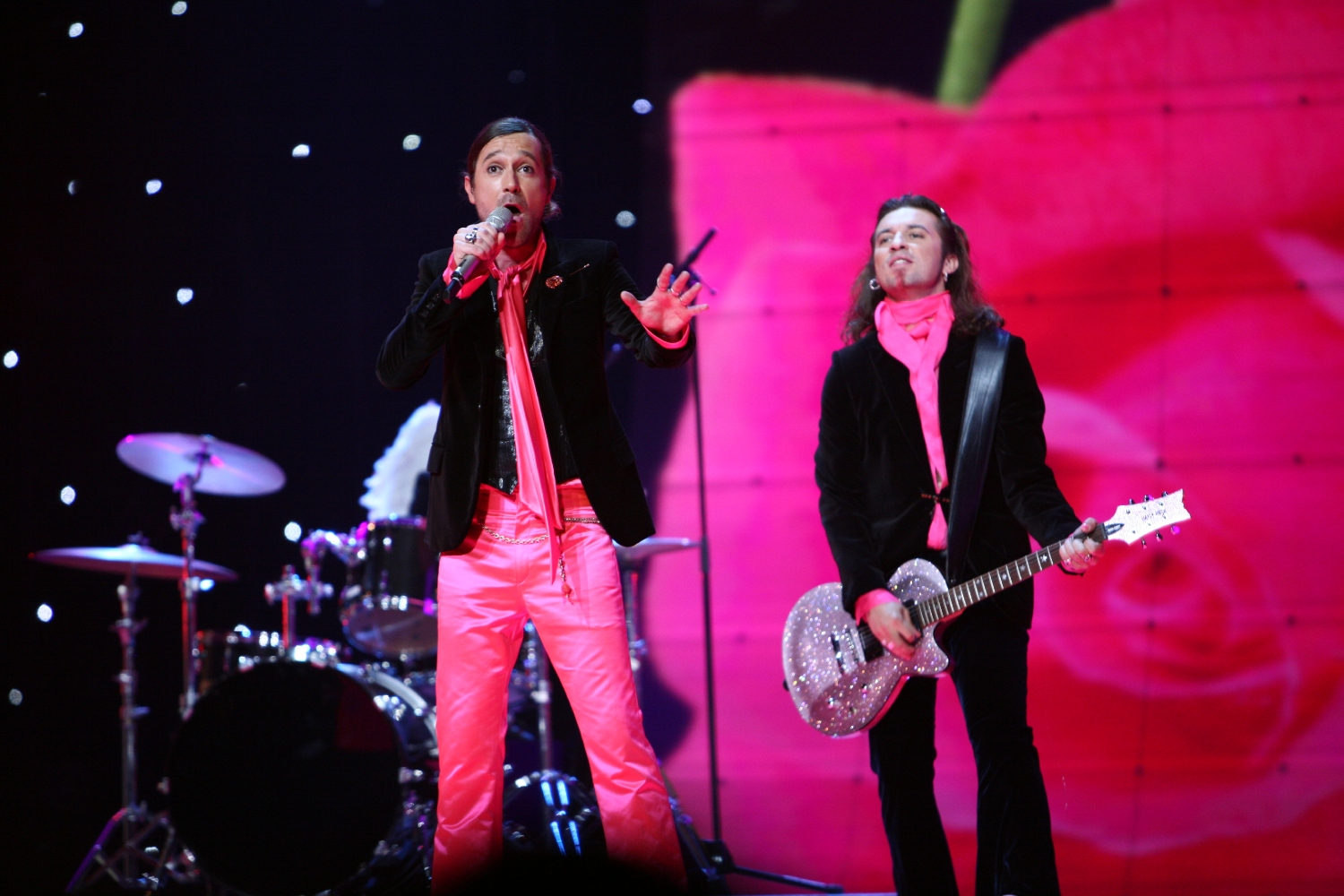
Les Fatals Picards w trakcie prezentacji utworu „L’amour a la Française” podczas 52. Konkursu Piosenki Eurowizji w 2007 roku
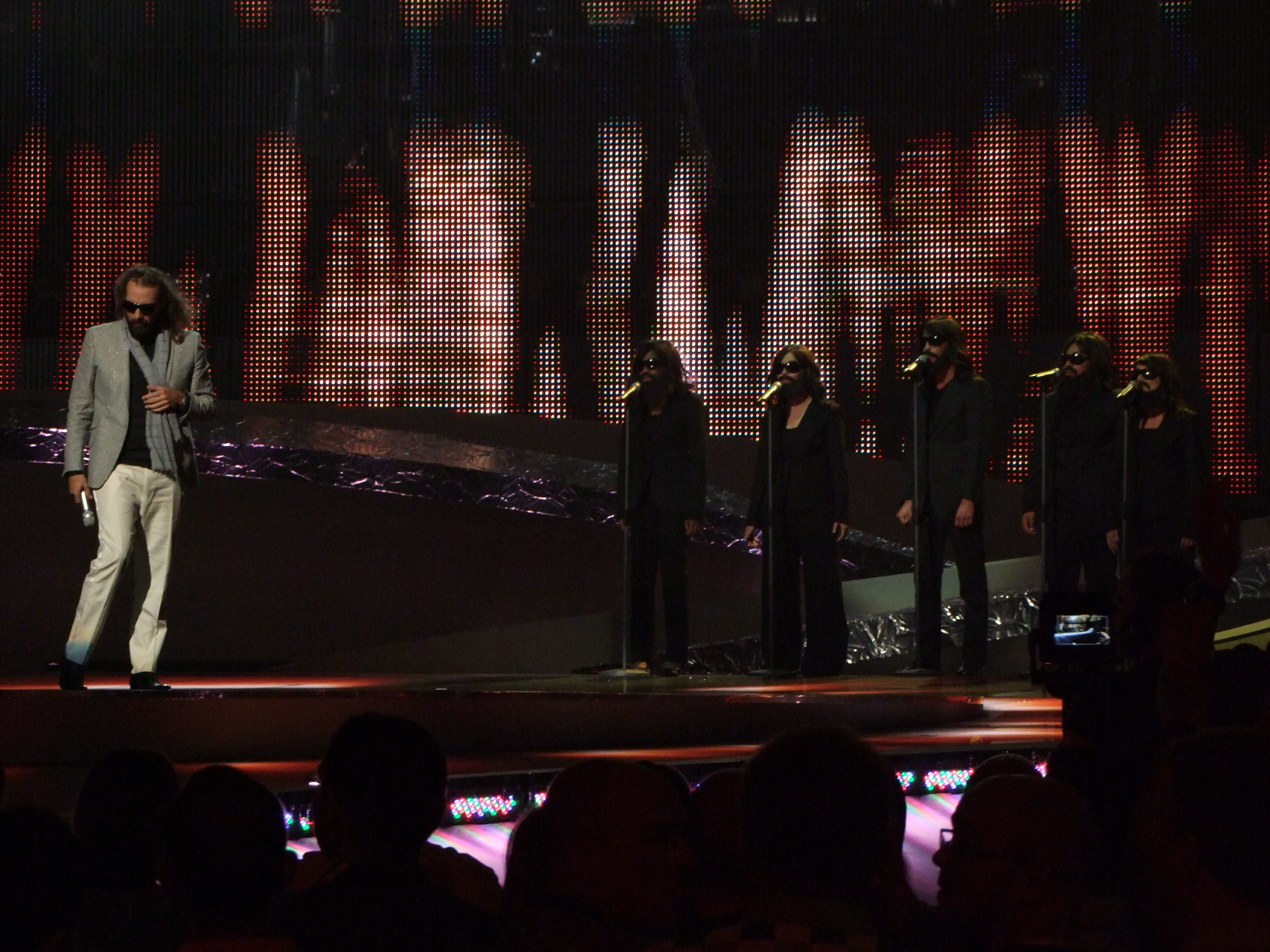
Sébastien Tellier podczas finału 53. Konkursu Piosenki Eurowizji w 2008 roku
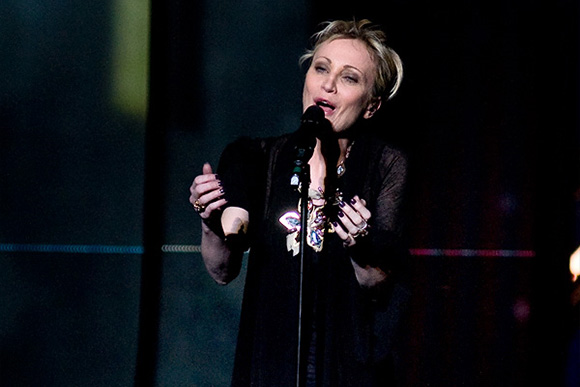
Patricia Kaas w trakcie prób do finału 54. Konkursu Piosenki Eurowizji w 2009 roku
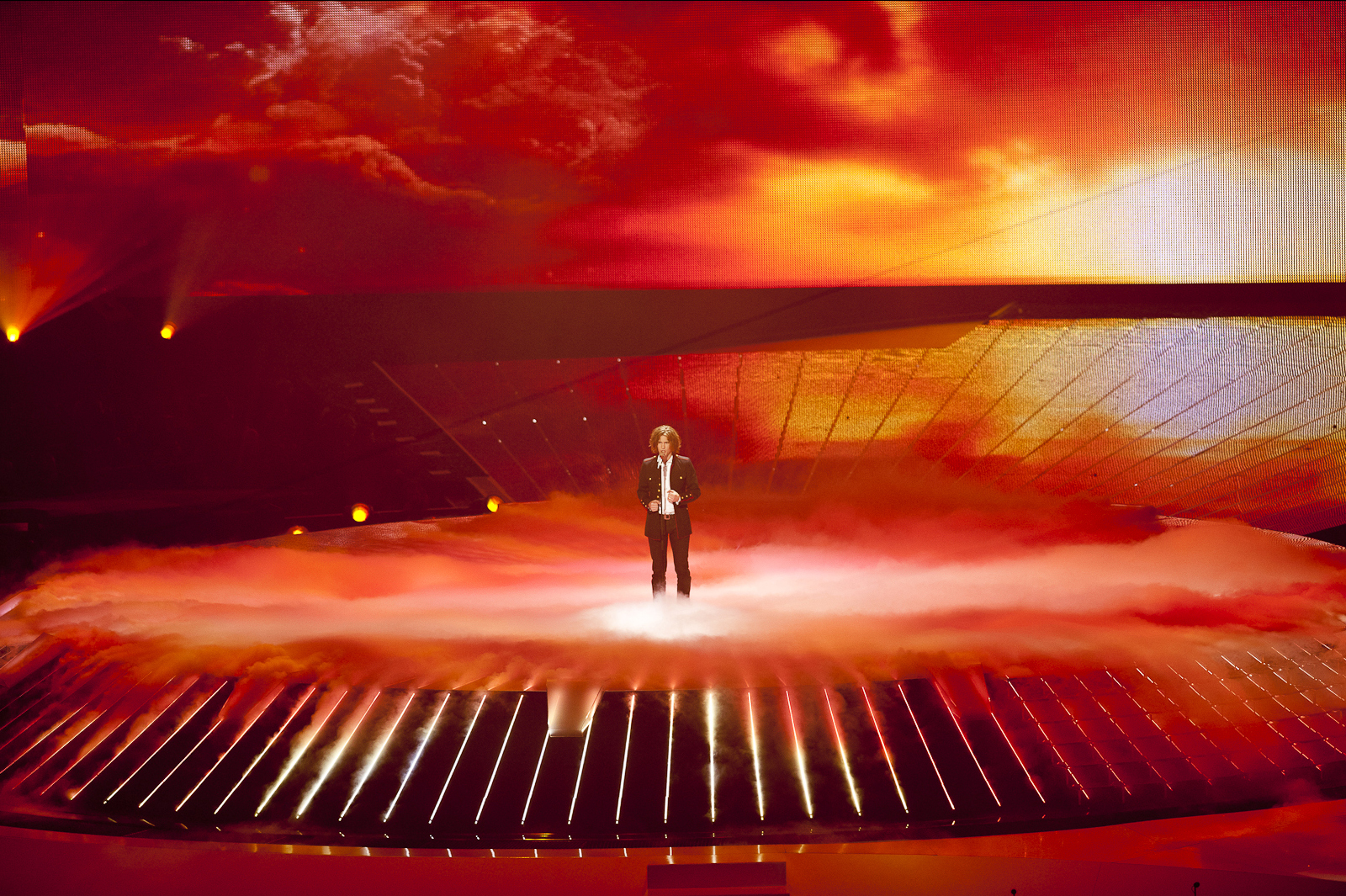
Amaury Vassili podczas finału 56. Konkursu Piosenki Eurowizji w 2011 roku
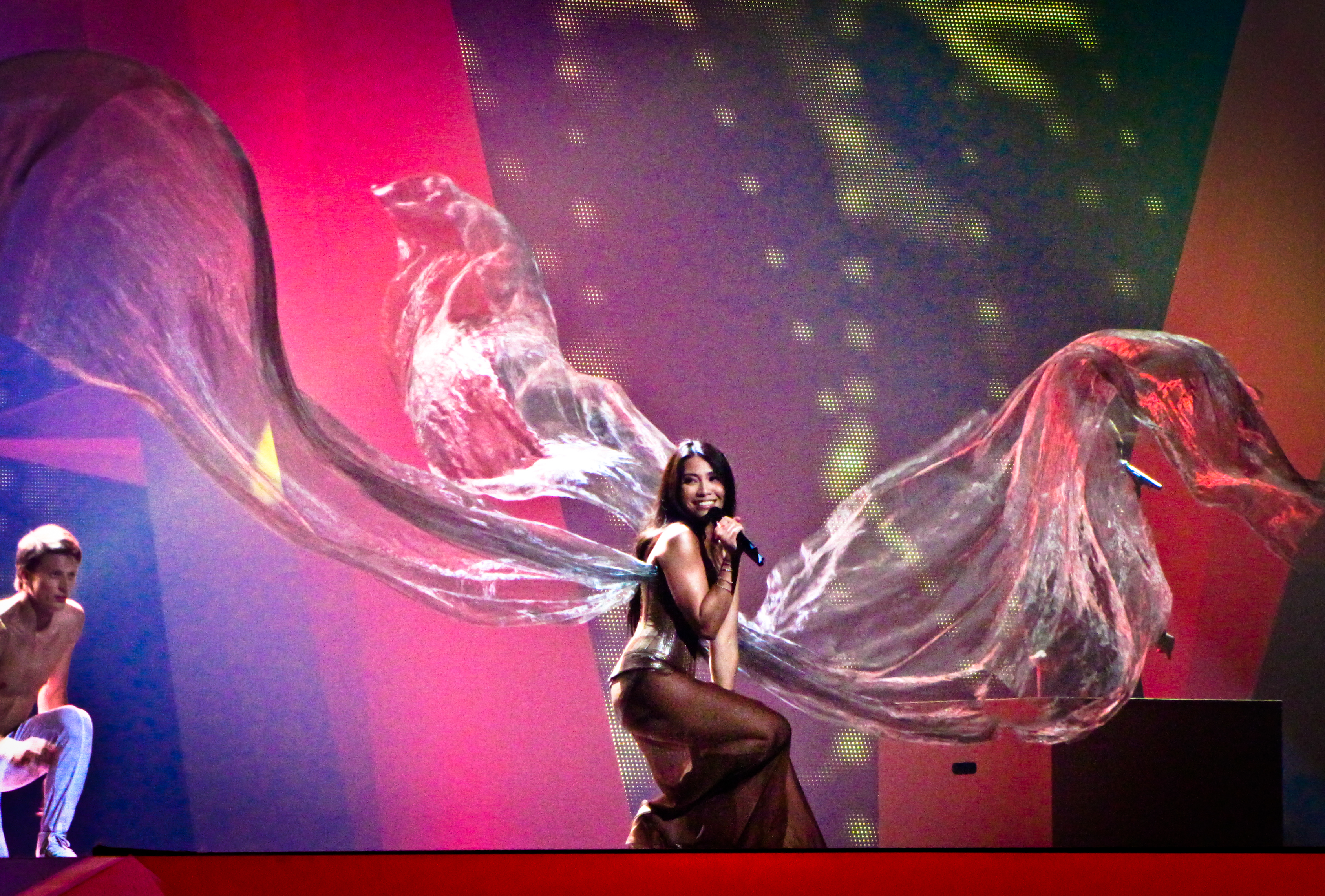
Anggun podczas finału 57. Konkursu Piosenki Eurowizji w 2012 roku
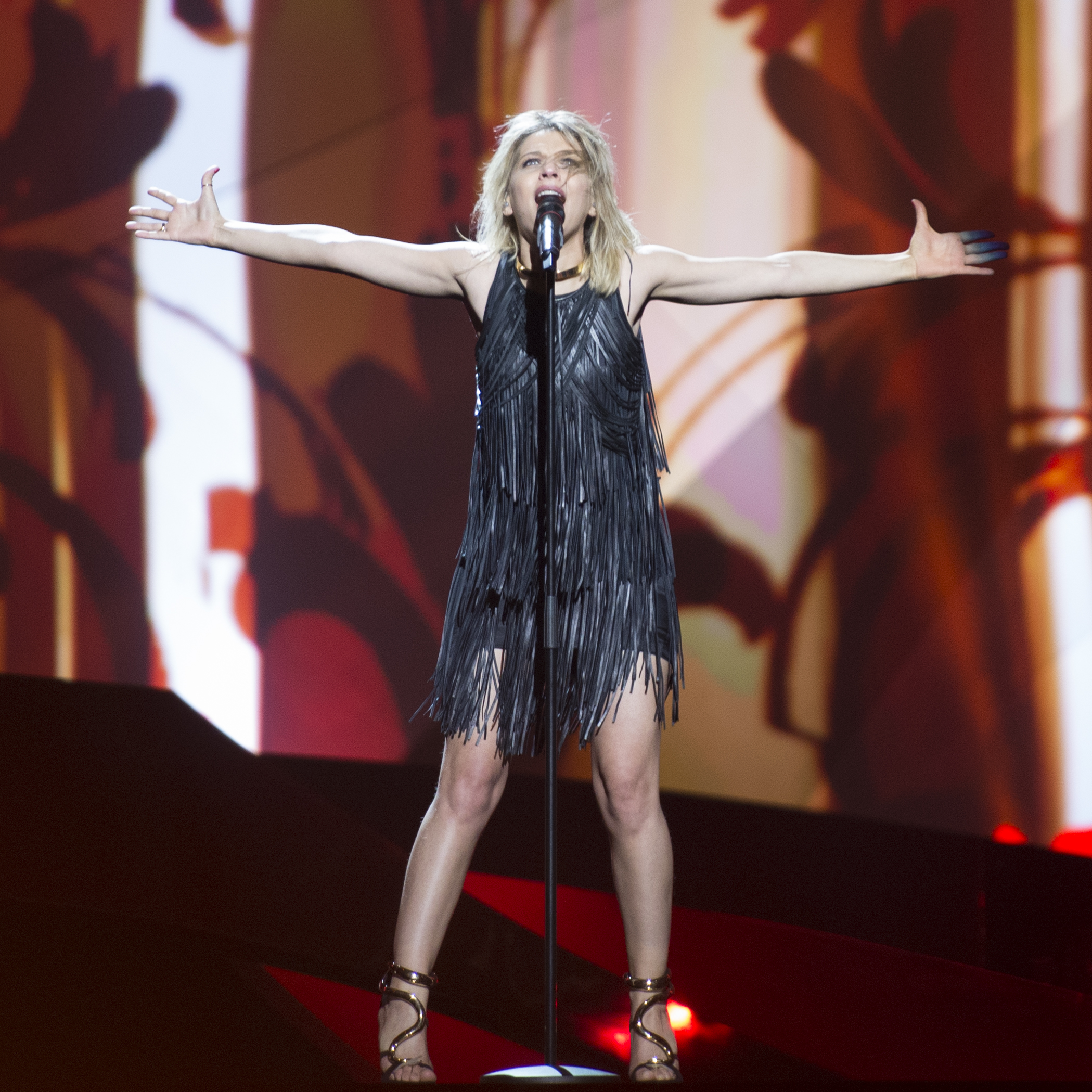
Amandine Bourgeois w trakcie śpiewania „L’enfer et moi” podczas prób do finału 58. Konkursu Piosenki Eurowizji w 2013 roku
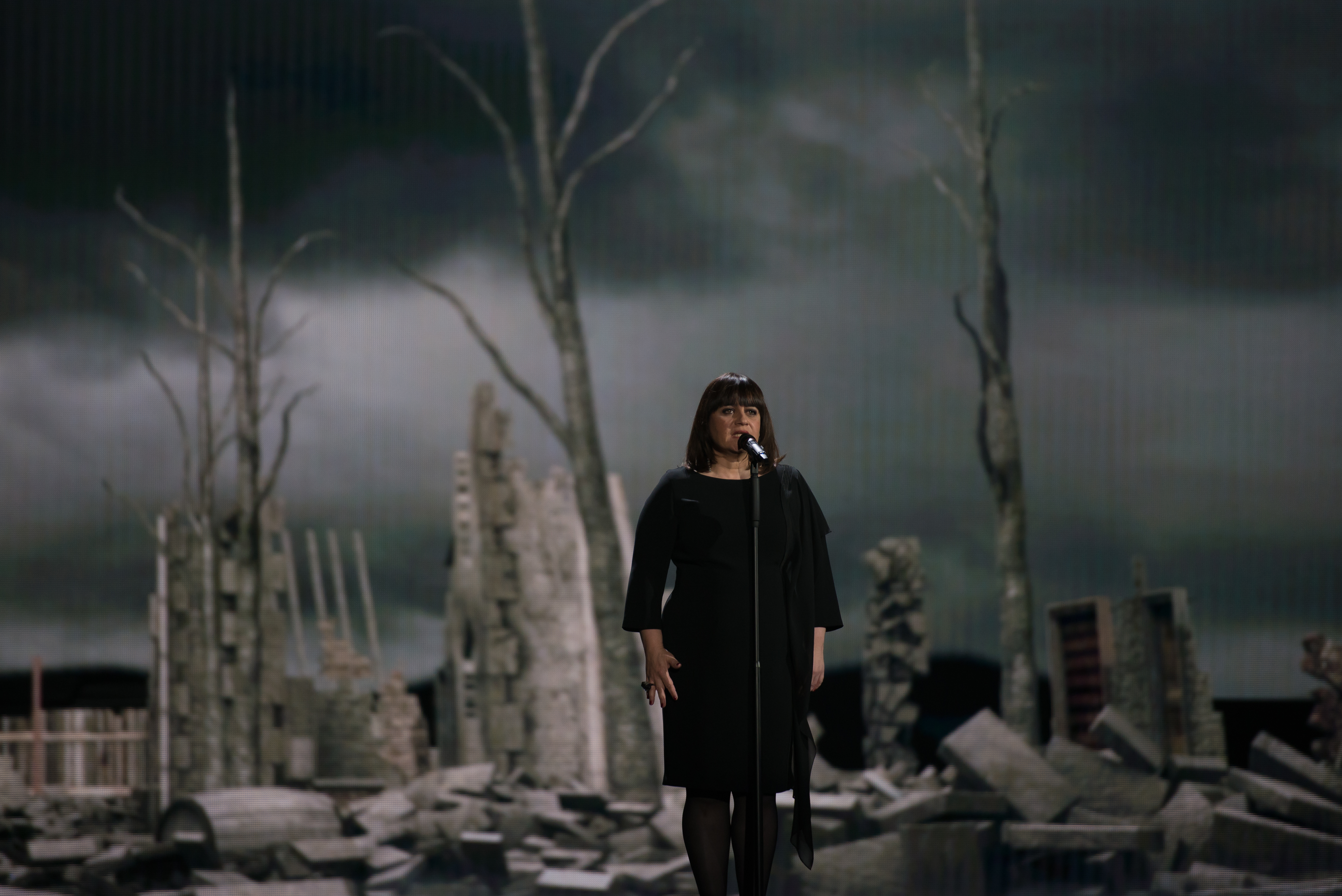
Lisa Angell podczas prób do występu w 60. Konkursu Piosenki Eurowizji w 2015 roku
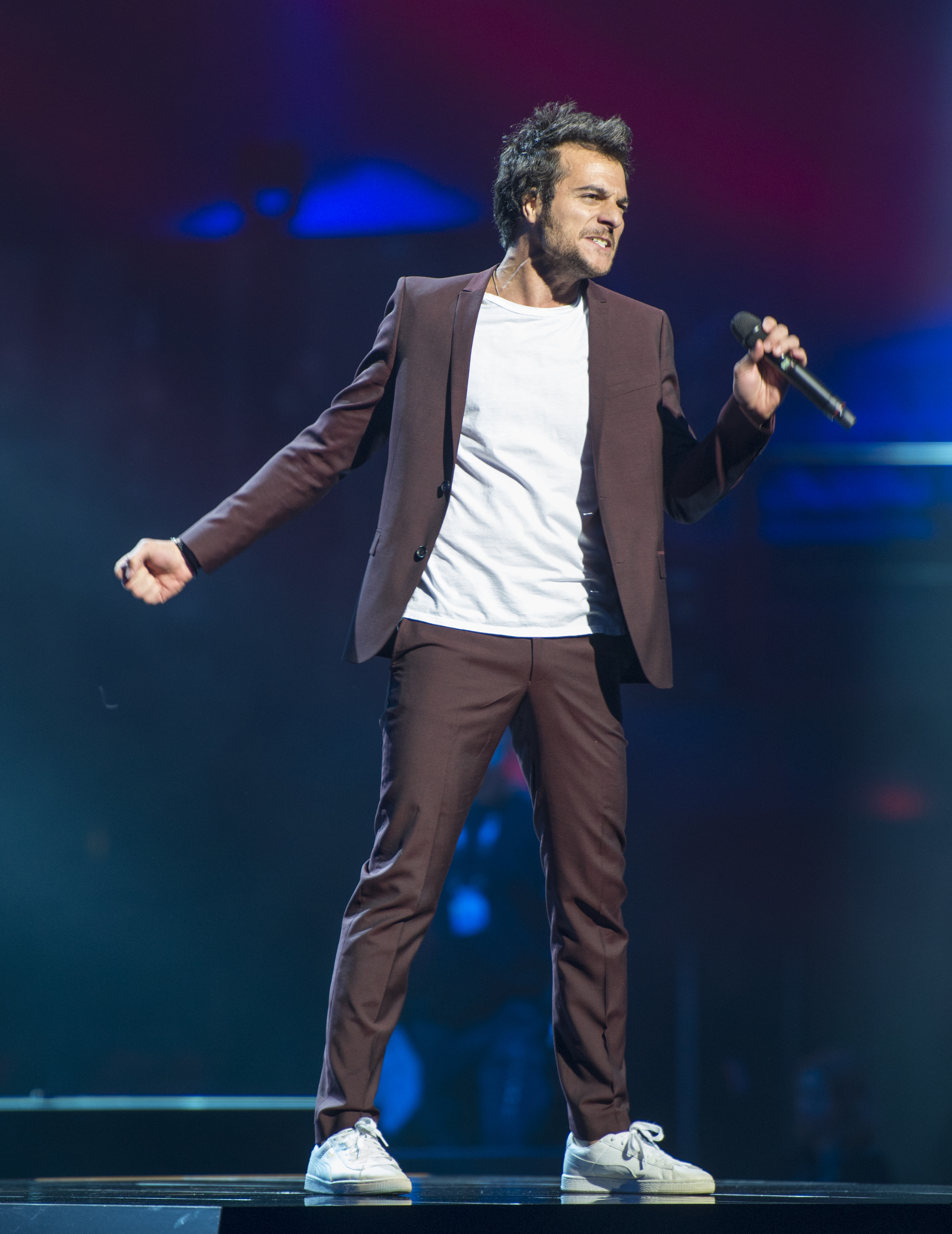
Amir podczas 61. Konkursu Piosenki Eurowizji w 2016 roku
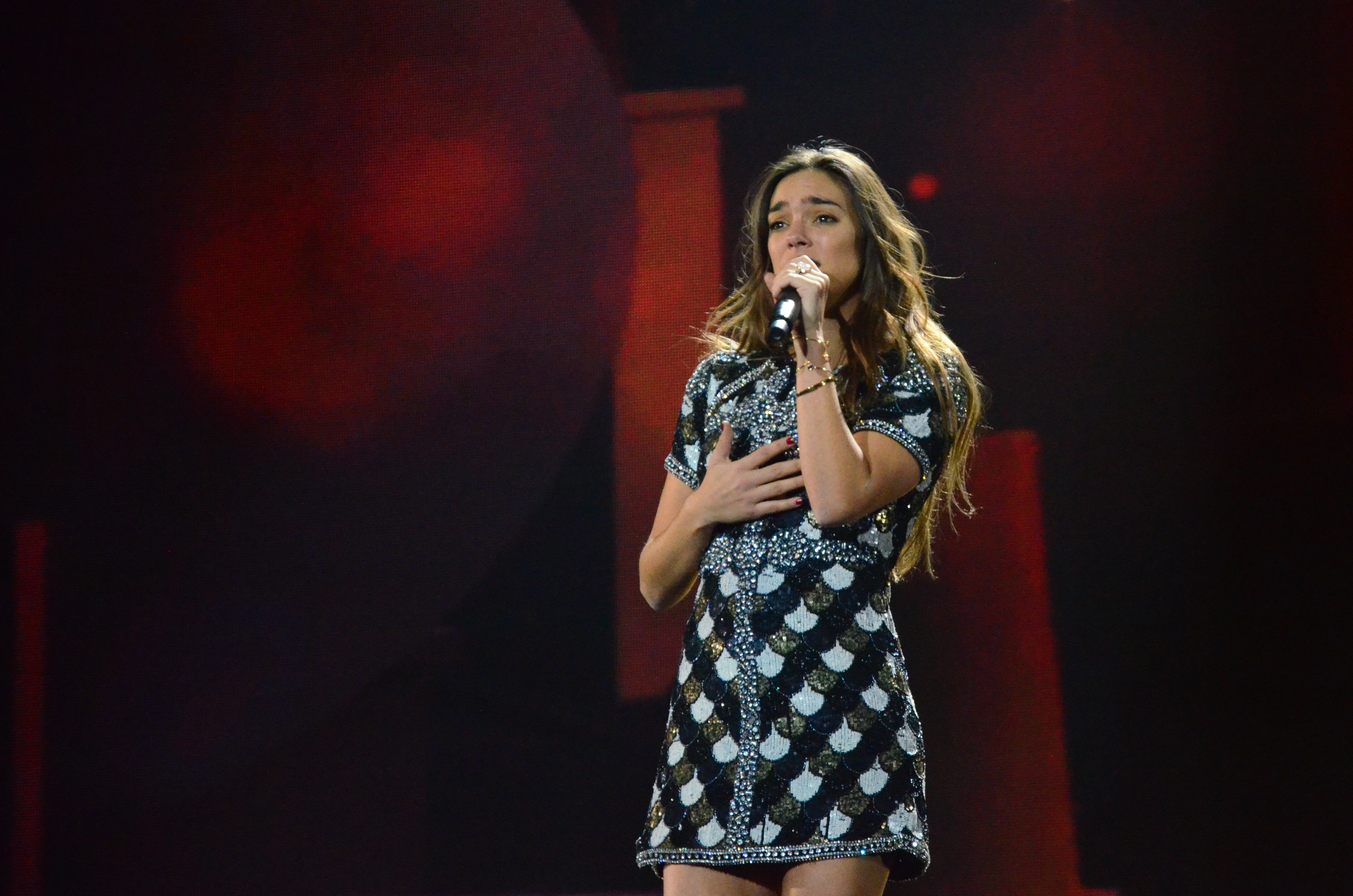
Alma podczas 62. Konkursu Piosenki Eurowizji w 2017 roku
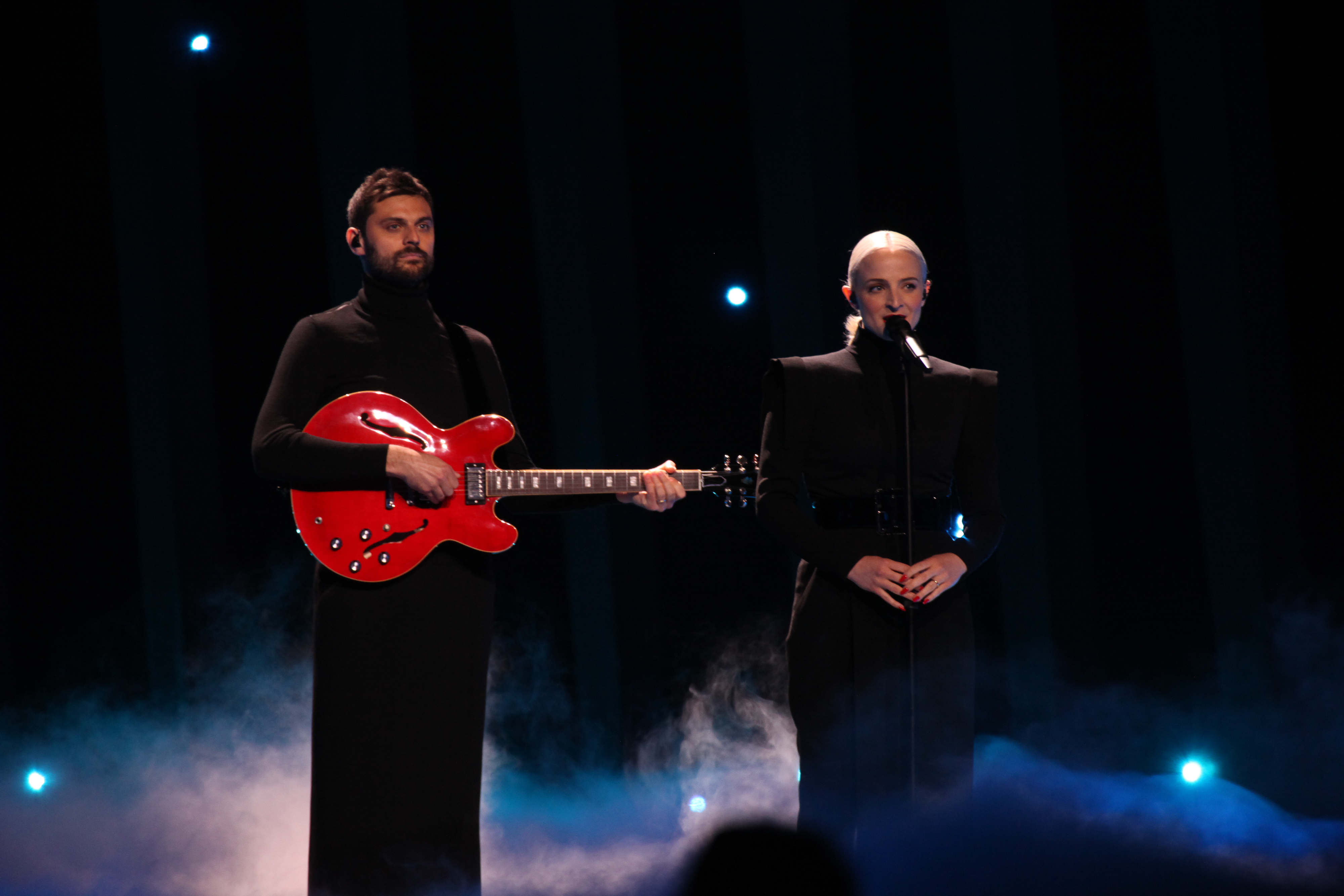
Madame Monsieur podczas 63. Konkursu Piosenki Eurowizji w 2018 roku
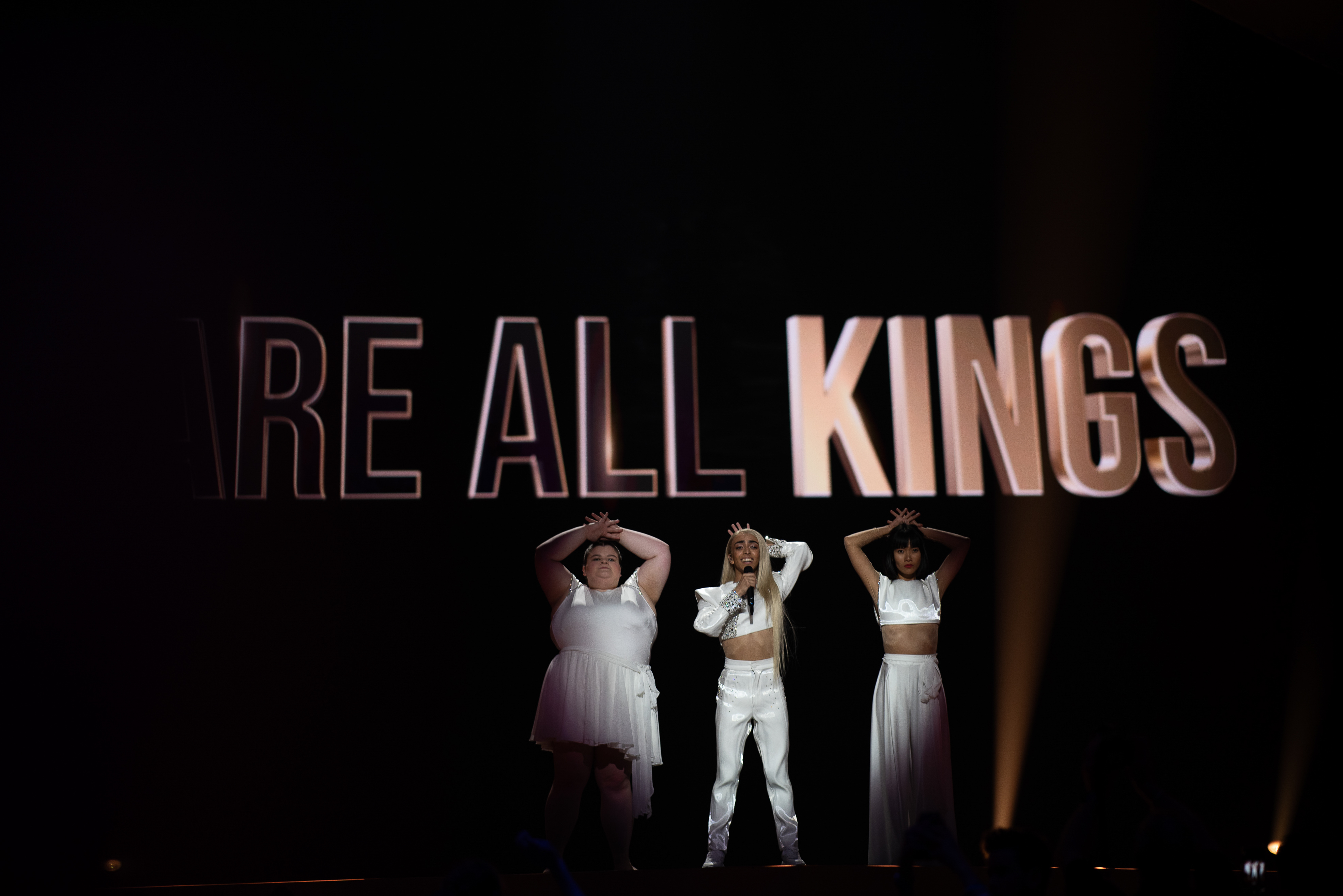
Bilal Hassani podczas 64. Konkursu Piosenki Eurowizji w 2019 roku
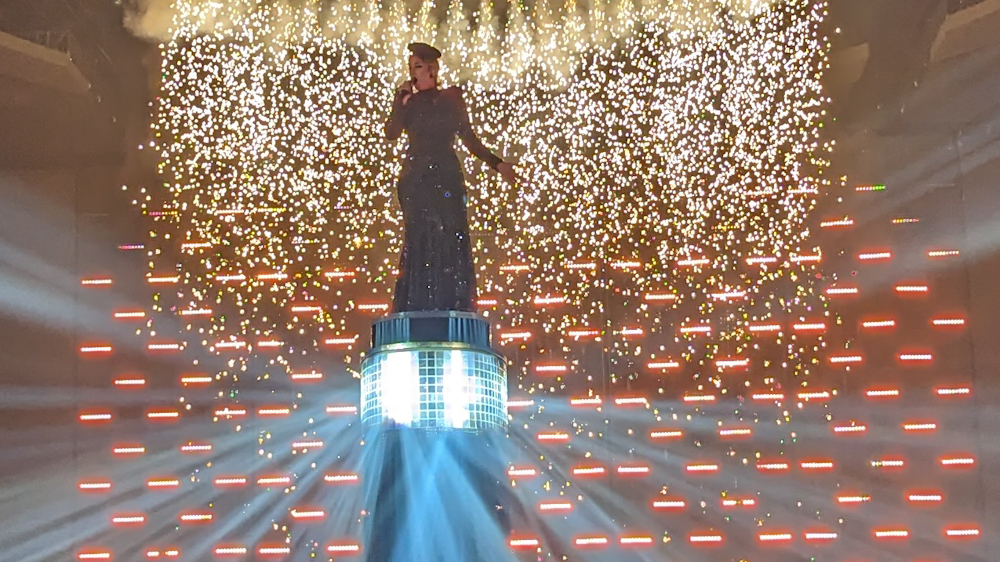
La Zarra podczas 67. Konkursu Piosenki Eurowizji w 2023 roku
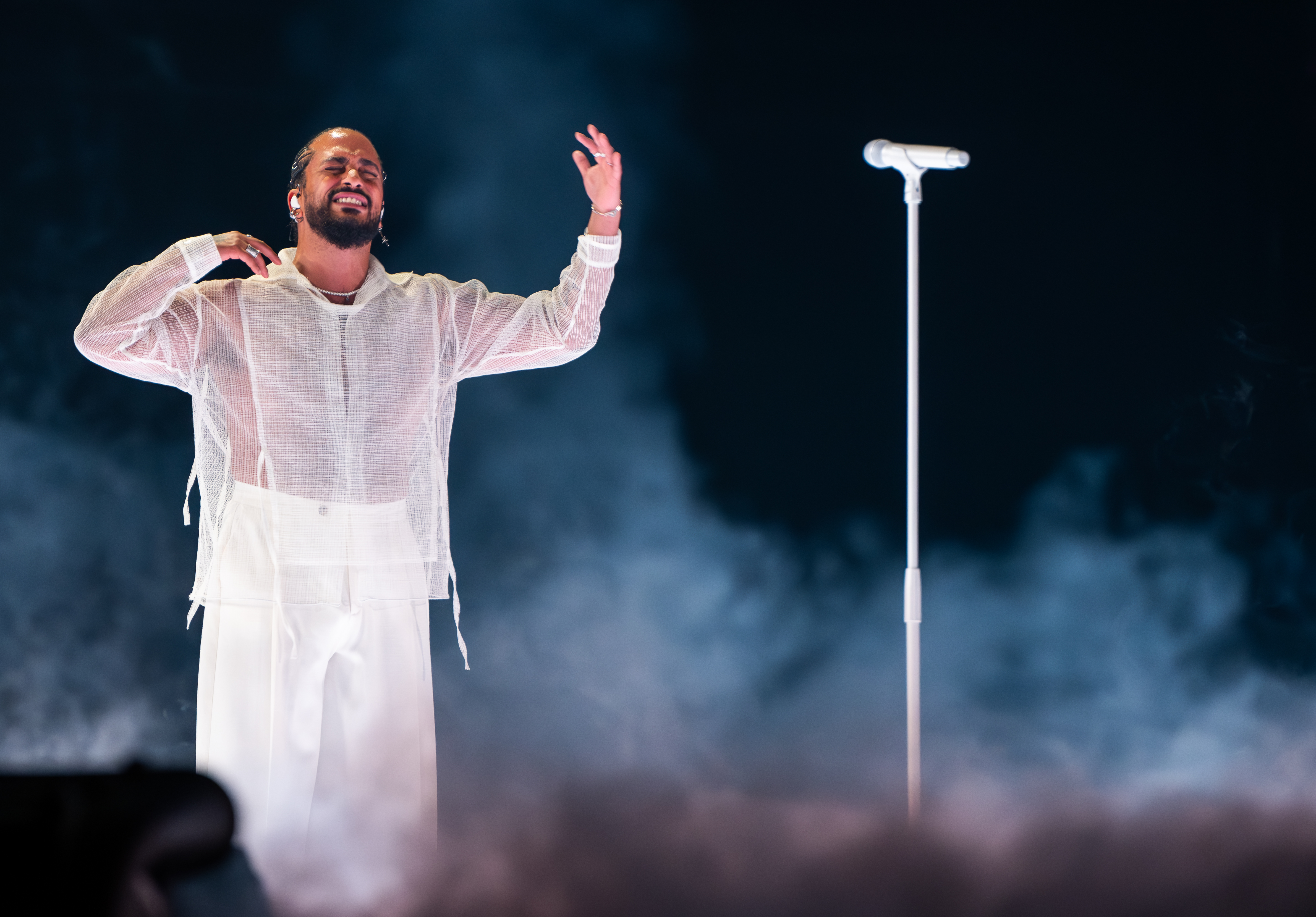
Slimane podczas 68. Konkursu Piosenki Eurowizji w 2024 roku
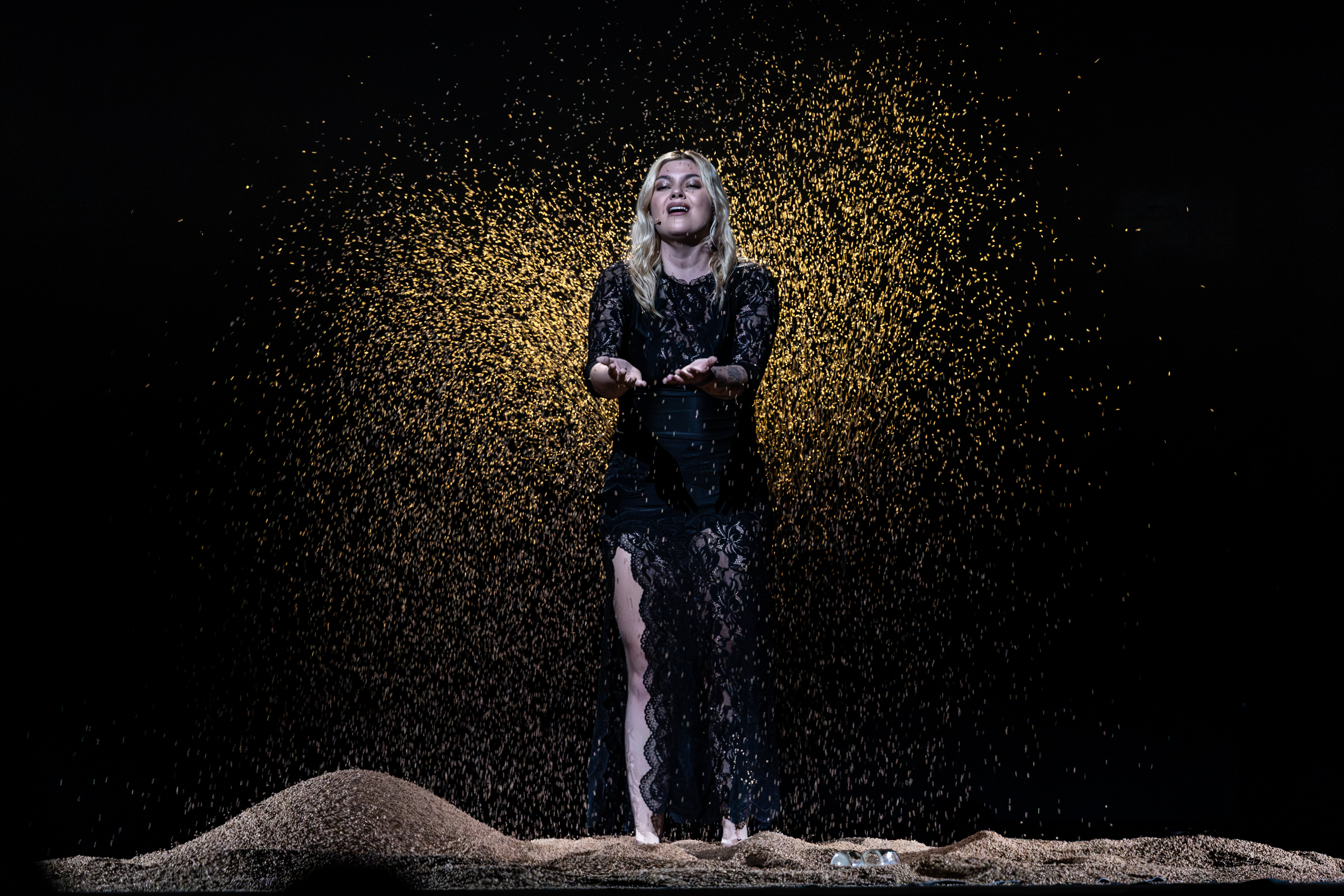
Louane podczas 69. Konkursu Piosenki Eurowizji w 2025 roku

## Nagrody im. Marcela Bezençona
Nagrody im. Marcela Bezençona – trofea dla najlepszych konkurencyjnych piosenek w finale, które zostały po raz pierwszy rozdane podczas 47. Konkursu Piosenki Eurowizji zorganizowanego w Tallinnie w Estonii. Pomysłodawcami nagrody byli: Christer Björkman (reprezentant Szwecji w 1992 roku, obecny Szef Delegacji Szwecji) oraz Richard Herrey (członek szwedzkiego zespołu Herreys, który wygrał Konkurs Piosenki Eurowizji 1984). Statuetka nosi nazwisko twórcy Konkursu Piosenki Eurowizji – Marcela Bezençona.
Nagrody przyznawane są w trzech kategoriach:
- Nagroda Dziennikarzy (zwycięzcę wybierają akredytowani dziennikarze)
- Nagroda Artystyczna (zwycięzcę wybierają komentatorzy konkursu)
- Nagroda Kompozytorska (zwycięzcę wybierają kompozytorzy biorący udział w konkursie)

Spis poniżej uwzględnia francuskich zdobywców Nagrody im. Marcela Bezençona.
| Rok  | Piosenka           | Wykonawca         |
| ---- | ------------------ | ----------------- |
| 2002 | „Il faut du temps” | Sandrine François |
| 2018 | „Mercy”            | Madame Monsieur   |
| 2021 | „Voilà”            | Barbara Pravi     |
| 2025 | „Maman”            | Louane            |

| Rok  | Piosenka                   | Wykonawca     |
| ---- | -------------------------- | ------------- |
| 2009 | „Et s’il fallait le faire” | Patricia Kaas |
| 2021 | „Voilà”                    | Barbara Pravi |
| 2025 | „Maman”                    | Louane        |

| Rok  | Piosenka | Wykonawca      | Autor(zy)                                                                            |
| ---- | -------- | -------------- | ------------------------------------------------------------------------------------ |
| 2011 | „Sognu”  | Amaury Vassili | Daniel Moyne (m), Quentin Bachelet (m), Jean-Pierre Marcellesi (t), Julie Miller (t) |